# جو آلبرتسانز
جو آلبرتسانز (انگلیسی: Joe Albertson; ۱۷ اکتبر ۱۹۰۶ – ۲۰ ژانویهٔ ۱۹۹۳) کارآفرین و نیکوکار اهل ایالات متحده آمریکا بود، که در سال ۱۹۳۹ شرکت آلبرتسانز را تأسیس کرد.